# Carl Wilhelm Luther
Carl Wilhelm Luther, född 23 juni 1859 i Reval (nuvarande Tallinn) i Guvernementet Estland i Ryska imperiet, död 10 juni 1903 i Berlin i Tyskland, var en tysk-baltisk ingenjör.
Carl Wilhelm Luther var son till köpmannen Alexander Martin Luther och bror till Christian Wilhelm Luther. Hans farfarsfar var köpmannen Georg Christian Luther (1717-1800), som 1742 grundade ett handelshus i Breslau 1742, vilket som sedan dess drevs inom släkten med bas i Reval. Handelshuset handlade ursprungligen i lin och koksalt och senare i trävaror. Han studerade till maskiningenjör på Polytechnikum Riga i Livland. Därefter arbetade han som ingenjör i Sankt Petersburg i Ryssland.
Fadern grundade omkring 1870 tillsammans med kompanjon ett handelsföretag för byggnadsmaterial och investerade i ett eget sågverk i Tallinn, som invigdes året efter hans död. Sönerna Christian Wilhelm Luther och Carl Wilhelm Luther grundade 1880 fanér-, plywood- och möbelföretaget A.M. Luther vid Pärnuvägen i Tallinn. Christian Wilhelm Luther ledde företaget, medan brodern Carl var dess tekniske direktör. 
De båda bröderna grundade också elektroföretaget Volta i Tallinn. Volta var framför allt inriktat på tillverkning av elektriska motorer och generatorer för den ryska marknaden. 